# Simone Bauer
Simone Bauer (Wertheim, 12 de diciembre de 1973) es una deportista alemana que compitió en esgrima, especialista en la modalidad de florete. Ganó tres medallas en el Campeonato Mundial de Esgrima, en los años 1993 y 1999.

## Palmarés internacional
| Campeonato Mundial | Campeonato Mundial   | Campeonato Mundial | Campeonato Mundial  |
| Año                | Lugar                | Medalla            | Prueba              |
| ------------------ | -------------------- | ------------------ | ------------------- |
| 1993               | Essen (Alemania)     | Medalla de oro     | Florete por equipos |
| 1993               | Essen (Alemania)     | Medalla de bronce  | Florete individual  |
| 1999               | Seúl (Corea del Sur) | Medalla de oro     | Florete por equipos |